# کریپتیک استودیوز
کریپتیک استودیوز (انگلیسی: Cryptic Studios) شرکت بازی ویدئویی آمریکایی است، که در سال ۲۰۰۰ تأسیس شد.